# سیارک ۱۴۴۵
سیارک ۱۴۴۵ (به انگلیسی: 1445 Konkolya، نامگذاری:1938AF) هزار و چهارصد و چهل و پنجمین سیارک کشف شده‌است که در ۶ ژانویه ۱۹۳۸ کشف شد.
قدر مطلق سیارک برابر ۱۱٫۸۴ است.